# Palatul Jósika din Cluj-Napoca
Palatul Jósika ['yɔ:șikɔ], denumit și Casa cu picioare, se află lângă Palatul Rhédey în Piața Unirii nr. 10. Edificiul a fost înălțat pe locul fostei reședințe din Cluj a principilor Transilvaniei. 

## Istoric
Inițial pe acest loc s-a aflat Casa Kakas ['kɔkɔș], care a adăpostit în secolul XVI principii Transilvaniei. De aici Sigismund Báthory a asistat în 1594 la execuția membrilor partidei filoturcești. Clădirea a devenit reședința lui Anton Jósika (Antal Jósika), comitele Clujului, la mijlocul secolului al XVIII-lea, clădirea având atunci doar un etaj. În 1828, clădirea a fost refăcută de János Jósika, guvernatorul Transilvaniei, căpătând înfățișarea de astăzi. Cu această ocazie clădirea a fost înalțată cu etajul II, iar etajul deasupra aripii din curte a fost ridicat ulterior, în perioada 1864-1865. La etajul I a funcționat Cazinoul maghiar din Cluj, iar în perioada 1880-1902 Tabla regească. Clădirea a mai adăpostit de-a lungul timpului Palatul de Justiție, Curtea de Apel și Biblioteca Facultății de Medicină.
Palatul aparține stilului neoclasicist. Elementul caracteristic în fațadă este porticul sobru cu coloanele dorice dublate în perete de pilaștri, susținând un amplu balcon de fier forjat. Atica poartă inscripția MDCCCXXVIII (1828), anul renovării clădirii.
Pe fațada clădirii este montată o placuță ce amintește că: "În această clădire, unde a activat Partidul Social Democrat, a avut loc la 3 noiembrie 1918 Adunarea de Constituire a Gărzii Naționale Române din Ardeal"